# Ваккернгайм
Ваккернгайм (нім. Wackernheim) — громада в Німеччині, розташована в землі Рейнланд-Пфальц. Входить до складу району Майнц-Бінген. Складова частина об'єднання громад Гайдесгайм-ам-Райн.
Площа — 5,90 км2. Населення становить Невірний параметр metadata 07 339 061 ос. (станом на 31 грудня 2020).

## Галерея

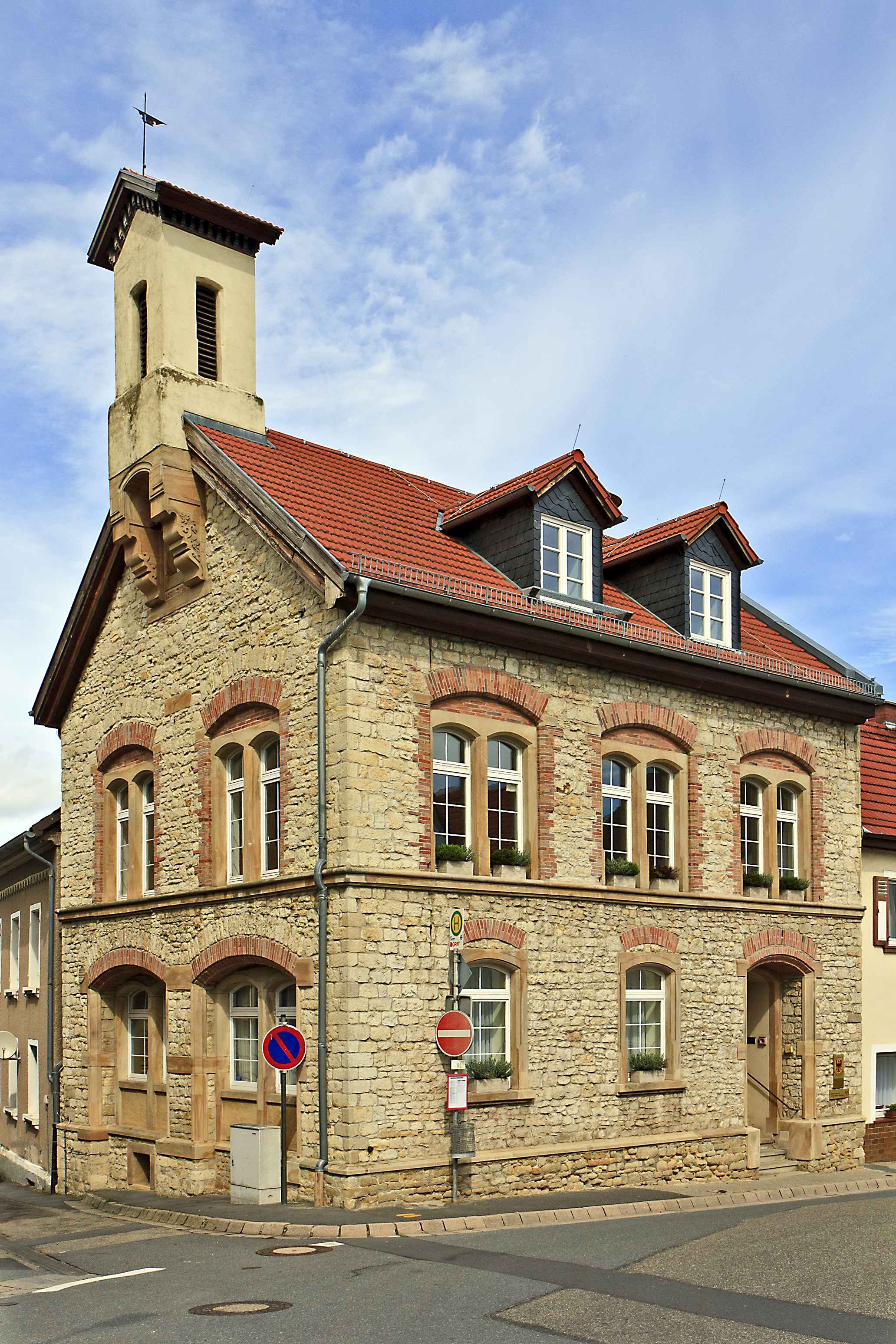